# Marmite (Lebensmittel)

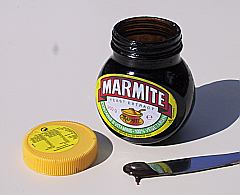
Marmite

Marmite ist der Markenname für eine 1902 im Vereinigten Königreich erfundene vegane Würzpaste, die sich insbesondere im englischsprachigen Raum bis heute ungebrochener Beliebtheit erfreut. Die Marke gehört heute zum Konzern Unilever.
Als Hefeextrakt hat Marmite einen intensiven Hefegeschmack und wird hauptsächlich als Brotaufstrich verwendet, darüber hinaus auch zum Würzen von Suppen und Schmorgerichten oder mit heißem Wasser aufgegossen als Bouillon. Marmite wird in Großbritannien mit der Kampagne „Love it or hate it“ (Liebe es oder hasse es) vertrieben.

## Geschichte
Im Französischen bezeichnet marmite einen großen, bedeckten Kochtopf aus Steingut oder Metall. Ein solcher findet sich deshalb auch im Logo des Produkts und auch die Form der Gefäße – ursprünglich noch aus Irdengut gefertigt, heute jedoch aus Glas oder Kunststoff – erinnert noch an die altertümlichen Kochtöpfe.
Die Marmite Food Extract Company, deren Hauptprodukt Marmite war, wurde 1902 in Burton-upon-Trent, Staffordshire (England), gegründet. Das Produkt wurde stark nachgefragt; 1907 wurde in Camberwell Green in London eine zweite Produktionsstätte aufgebaut.
Marmite gilt als reich an B-Vitaminen und daher als gesundheitsförderliches Nahrungskonzentrat. Aus diesem Grund erhielten in den beiden Weltkriegen alle Soldaten des britischen Commonwealth das angeblich stärkende Hefekonzentrat. Das in Marmite enthaltene Thiamin (Vitamin B1) sollte in den Tropen stationierte Truppen zudem vor Beriberi, einer durch Thiamin-Mangel verursachten Krankheit, schützen.

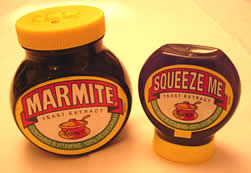
Rechts die Squeeze-Version von Marmite in Großbritannien

1990 wurde die Marmite Limited – mittlerweile ein Tochterunternehmen der Firma Bovril Limited – von der Firma CPC (United Kingdom) Limited aufgekauft. Diese änderte 1998 ihren Namen in Best Foods Inc, bevor sie 2000 schließlich von dem Großkonzern Unilever übernommen wurde, der heute Eigentümer der Marke Marmite ist.
Auf der Herstellerseite gibt es einen eigenen Bereich für Menschen, die das Produkt hassen, sowie z. B. eine Kategorie „10 Möglichkeiten, dein Sandwich mit Marmite zu ruinieren“.

## Herstellung
Hauptbestandteil von Marmite ist Hefeextrakt, d. h. ein Konzentrat aus zersetzten Hefezellen. Hefe fällt als Nebenprodukt bei verschiedenen lebensmitteltechnischen Prozessen an. Für Marmite werden die beim Bierbrauen bei der alkoholischen Gärung anfallenden Hefekulturen verwendet. Die Hefezellen werden durch Autolyse aufgeschlossen. Hierbei wird Zellsaft freigesetzt, der reich an Proteinen ist. Diese werden durch enzymatische Einwirkung weiter in ihre Aminosäuren zerlegt, die einen wesentlichen Anteil am typischen Geschmack der Würze haben und teilweise, wie z. B. die Glutaminsäure, auch als Geschmacksverstärker wirken. Der anfänglich flüssige Extrakt wird im weiteren Verlauf konzentriert, mehrfach gefiltert und von Bitterstoffen befreit – im Prinzip nach einem Verfahren, das zuvor schon von Justus von Liebig entdeckt wurde.
Weitere Zutaten, deren genaue Zusammensetzung jedoch Firmengeheimnis ist, sind Salz, Pflanzenextrakte und Gewürze. Obwohl Hefeextrakt reich an verschiedenen Vitaminen der B-Reihe ist, werden dem Produkt zusätzlich noch Thiamin (früher Vitamin B1), Nicotinsäure (früher Vitamin B3), Riboflavin (Vitamin B2), Folsäure und Cobalamin (Vitamin B12) zugesetzt. Letzteres kommt natürlicherweise in Hefeextrakt nicht vor und wird erst im Verlauf des Herstellungsprozesses zugefügt.

## Inhaltsstoffe
|                 | in 100 g           | in 8 g (Gebrauchsmenge) |
| --------------- | ------------------ | ----------------------- |
| Brennwert       | 1100 kJ (260 kcal) | 88 kJ (21 kcal)         |
| Fett            | <0,5 g             | <0,5 g                  |
| davon gesättigt | <0,1 g             | <0,1 g                  |
| Kohlenhydrate   | 30 g               | 2,4 g                   |
| davon Zucker    | 1,2 g              | <0,5 g                  |
| Proteine        | 34 g               | 2,7 g                   |
| Salz            | 10,8 g             | 0,86 g                  |
| Thiamin         | 7,7 mg (700 %)     | 0,62 mg (56 %)          |
| Riboflavin      | 6,8 mg (485 %)     | 0,54 mg (39 %)          |
| Niacin          | 69 mg (431 %)      | 5,5 mg (34 %)           |
| Folsäure        | 1250 µg (625 %)    | 100 µg (50 %)           |
| Vitamin B12     | 24 µg (960 %)      | 1,9 µg (76 %)           |

(%)= Tagesbedarf (RDA=Recommended Daily Allowance)

## Sonstiges
Einem hartnäckigen modernen Mythos zufolge schützt der Verzehr von Marmite (oder anderen Vitamin B-reichen Produkten) vor Stechmücken, da die Haut angeblich einen für Menschen nicht wahrnehmbaren, aber für Mücken unangenehmen Geruch abgebe. Aus diesem Grund führen einige britische Reisende in den Tropen Marmite zum Verzehr mit sich, obwohl es keinerlei wissenschaftliche Grundlage für die angebliche Schutzwirkung von Hefeextrakten gibt.
In der Schweiz gibt es seit 1931 ein ähnliches Produkt mit dem Namen Cenovis und in Deutschland wird seit Ende der 1920er Jahre von der Vitam Hefe-Produkt GmbH in Hameln Vitam-R hergestellt. Ähnliche Lebensmittel gibt es auch in Neuseeland, Australien (Vegemite) und den USA (Vegex).
In der Serie Mr. Bean serviert Mr. Bean, da er kein Essen daheim hat, Zweige mit Marmite (Episode 9, Do-It-Yourself Mr. Bean, deutsch: Der Heimwerker). Er versucht hierdurch, den britischen Snack Twiglets zu imitieren, bei dem es sich um Gebäckstangen handelt, die wie kleine Zweige (engl. twig) aussehen und nach Marmite schmecken. Jedoch bemerken die Gäste die Täuschung und verzichten auf den Verzehr der Zweige.